# Szenátus (Olaszország)
A Senato della Repubblica (magyarul: A Köztársaság Szenátusa) vagy Szenátus  az olaszországi törvényhozás felsőházaként működik, a Képviselőházzal együtt teszik ki az olasz parlamentet.
Az olasz alkotmány szerint a Szenátus tagjait regionális választókörzetekből és a külföldi képviseletek választókörzeteiből választják meg. Osszeso 200 szenátori mandátum van, ebből 196 a régiók és négy a külképviseletek jelöltjeiből áll össze. 
Minden tartománynak az Olasz Alkotmány 57. cikkelye szerint legalább három szenátort kell megválasztania, kivéve Molise és Valle d'Aosta tartományokat, akmelyek két illetve egy szenátort küldenek.
A szenátorok a parlamenti ciklus végével választhatók meg emellett a Szenátusban vannak örökös szenátorok (senatore di vita) és nyugalmazott örökös köztársasági elnöki szenátor (senatore di diritto e a vita).

## A szenátus székhelye
A Szenátus Rómában a Palazzo Madama épületében működik 1871 óta, amikor az újonnan létrejött állam, az Olasz Királyság fővárosát Firenzéből Rómába helyezték át. Akkor a Senato del Regno (A Királyság Szenátusa) néven működött. Jelenlegi neve 1948 óta használatos, amióta Olaszország államformája köztársaság.

## A szenátus választási rendszere
Az Olasz Alkotmány 57. cikkelye szerint regionális alapokon és a külképviseletek választókerületeiből választanak szenátorokat. Az 58. cikkely szerint a szenátorokat az általános választójog alapján a 18. élet évüket betöltött választók választhatják meg, szenátornak csak az választható, aki elmúlt 40 éves.
Az Alkotmány előírja, hogy az adott régió lakosságának számaránya szerint kell meghatározni a megválasztandó szenátorok számát. Az alkotmány régiónként legalább három szenátor megválasztását szabja meg, kivétel ez alól Molise és Valle d’Aosta. A külképviseleti választókerületnek négy szenátort kell megválasztani.
Az Olasz Köztársaság első választási törvénye szerint a Camera dei deputati mellett a szenátusban is a mandátumokat az arányosság elve alapján osztják ki.

## Örökös szenátori tisztség
Két fajtája létezik az Olasz Alkotmány 59. cikkelye szerint:
- Nyugalmazott örökös köztársaság elnöki szenátor (senatore di diritto e a vita): minden volt Olasz Köztársasági elnök jogosult erre a tisztségre elnöki mandátumuk lejárta után.[6]
- Örökös szenátor (senatore di vita): legfeljebb öt olasz állampolgár viselhet örökös szenátori tisztséget, akiknek a hazai társadalmi, tudományos, művészeti és irodalmi élet legelismertebb és legnagyobb méltóságai közül kell kikerülniük.[6]

## A Szenátus elnöke
Az elnöki tisztséget jelenleg Ignazio La Russa (FdI) tölti be 2022. október 13. óta.

### A Szenátus elnökei 1948 óta
| N.  | Párt              | Párt                | Kép               | Neve (született–elhunyt)          | Mandátuma         | Mandátuma                                                   | Parlamenti ciklus                                        |
| --- | ----------------- | ------------------- | ----------------- | --------------------------------- | ----------------- | ----------------------------------------------------------- | -------------------------------------------------------- |
| 1º  |                   | PSLI                |                   | Ivanoe Bonomi (1873–1951)         | 1948. május 8.    | 1951. április 20. (Mandátumát halála miatt nem töltötte ki) | I (1948)                                                 |
| 2º  |                   | PLI                 |                   | Enrico De Nicola (1877–1959)      | 1951. április 28. | 1952. június 24.                                            | I (1948)                                                 |
| 3º  |                   | Független liberális |                   | Giuseppe Paratore (1876–1967)     | 1952. június 26.  | 1953. március 24.                                           | I (1948)                                                 |
| 4º  |                   | Független           |                   | Meuccio Ruini (1877–1970)         | 1953. március 25. | 1953. június 25.                                            | I (1948)                                                 |
| 5º  |                   | Független           |                   | Cesare Merzagora (1898–1991)      | 1953. június 25.  | 1958. június 11.                                            | II (1953)                                                |
| 5º  | 1958. június 12.  | Független           | 1963. május 15.   | Cesare Merzagora (1898–1991)      | III (1958)        |                                                             |                                                          |
| 5º  | 1963. május 16.   | Független           | 1967. november 7. | Cesare Merzagora (1898–1991)      | IV (1963)         |                                                             |                                                          |
| 6º  |                   | DC                  |                   | Ennio Zelioli-Lanzini (1899–1976) | IV (1963)         | 1967. november 8.                                           | 1968. június 4.                                          |
| 7º  |                   | DC                  |                   | Amintore Fanfani (1908–1999)      | 1968. június 5.   | 1972. május 21.                                             | V (1968)                                                 |
| 7º  | 1972. május 24.   | DC                  | 1973. június 23.  | Amintore Fanfani (1908–1999)      | VI (1972)         |                                                             |                                                          |
| 8º  |                   | DC                  | senza cornice     | Giovanni Spagnolli (1907–1984)    | VI (1972)         | 1973. június 25.                                            | 1976. július 4.                                          |
| 9°  |                   | DC                  |                   | Amintore Fanfani (1908–1999)      | 1976. július 5.   | 1979. június 18.                                            | VII (1976)                                               |
| 9°  | 1979. június 20.  | DC                  | 1982. december 1. | Amintore Fanfani (1908–1999)      | VIII (1979)       |                                                             |                                                          |
| 10º |                   | DC                  |                   | Tommaso Morlino (1925–1983)       | VIII (1979)       | 1982. december 9.                                           | 1983. május 6. (Mandátumát halála miatt nem töltötte ki) |
| 11º |                   | DC                  | senza cornice     | Vittorino Colombo (1925–1996)     | VIII (1979)       | 1983. május 6.                                              | 1983. július 11.                                         |
| 12º |                   | DC                  | senza cornice     | Francesco Cossiga (1928–2010)     | 1983. július 12.  | 1985. június 24. (Köztársasági elnöknek választották meg)   | IX (1983)                                                |
| 13° |                   | DC                  |                   | Amintore Fanfani (1908–1999)      | 1985. július 9.   | 1987. április 17.                                           | IX (1983)                                                |
| 14º |                   | PLI                 |                   | Giovanni Malagodi (1904–1991)     | 1987. április 22. | 1987. július 1.                                             | IX (1983)                                                |
| 15º |                   | PRI                 | senza cornice     | Giovanni Spadolini (1925–1994)    | 1987. július 2.   | 1992. április 22.                                           | X (1987)                                                 |
| 15º | 1992. április 24. | PRI                 | senza cornice     | Giovanni Spadolini (1925–1994)    | 1994. április 14. | XI (1992)                                                   |                                                          |
| 16º |                   | UdC                 | senza cornice     | Carlo Scognamiglio (1944– )       | 1994. április 16. | 1996. május 8.                                              | XII (1994)                                               |
| 17º |                   | PPI                 | senza cornice     | Nicola Mancino (1931– )           | 1996. május 9.    | 2001. május 29.                                             | XIII (1996)                                              |
| 18º |                   | FI                  |                   | Marcello Pera (1943– )            | 2001. május 30.   | 2006. április 27.                                           | XIV (2001)                                               |
| 19º |                   | DL / PD             | senza cornice     | Franco Marini (1933–2021)         | 2006. április 29. | 2008. április 28.                                           | XV (2006)                                                |
| 20º |                   | FI / PdL            | senza cornice     | Renato Schifani (1950– )          | 2008. április 29. | 2013. március 14.                                           | XVI (2008)                                               |
| 21º |                   | PD                  |                   | Pietro Grasso (1945– )            | 2013. március 16. | 2018. március 23.                                           | XVII (2013)                                              |
| 22º |                   | FI                  |                   | Elisabetta Casellati (1946– )     | 2018. március 24. | 2022. október 13.                                           | XVIII (2018)                                             |
| 23º |                   | FdI                 |                   | Ignazio La Russa (1947– )         | 2022. október 13. | hivatalban                                                  | XIX (2022)                                               |

## Parlamenti szervezetek

### Elnöki Tanács
Az Elnöki Tanács a Szenátus adminisztratív vezetése. A tanácsot a szenátus elnöke vezeti, az ő munkáját segítik:
- alelnökök
- háznagyok
- titkárok
- főtitkár (neki nincsen szavazati joga).

### Háznagyok Testülete
Három szenátori háznagy felügyeli a vezetés megfelelő működését, a protokollt, a rendfenntartást, a Szenátus üléseinek biztonságát, a Szenátus költségvetését mindezt a Szenátus elnökének utasításának megfelelően.

### Bizottságok és végrehajtó testületek
A 17. parlamenti ciklusban az alábbi bizottságok működnek:
- 1. Alkotmányügyi bizottság
- 2. Igazsgágügyi bizottság
- 3. Külügyi, emigrációs bizottság
- 4. Honvédelmi bizottság
- 5. Költségvetési bizottság
- 6. Pénz és kincstárügyi bizottság
- 7. Közoktatási, kulturális javak bizottsága
- 8. Közfoglalkoztatási és kommunikációs bizottság
- 9. Mezőgazdasági és élelmiszerügyi bizottság
- 10. Ipari, kereskedelmi és turizmus bizottság
- 11. Munkaügyi és szociális biztonsági bizottság
- 12. Egészségügyi bizottság
- 13. Környezetvédelmi, természeti értékek bizottsága
- 14. európai uniós politikai bizottság

Három végrehajtóbizottság működik:
- Szabályozásért felelős bizottság
- Választási és parlamenti bizottság
- Könyvtárért és történelmi archívumért felelős bizottság

## A szenátus elnökének megválasztása
Az új parlamenti ciklusok kezdetével a legidősebb szenátor lesz az ideiglenes korelnök. Az új elnök megválasztásáig a hat legfiatalabb szenátor a titkárok utasításainak megfelelően dolgozik.
Az elnök megválasztása legfeljebb négyfordulós titkos szavazásokon lehetséges, amely két különböző napon történik meg.
Az első két szavazáson a leendő elnöknek meg kell szereznie a szavazatok abszolút többségét. A következő fordulóban a jelenlevő szenátorok többsége szükséges a megválasztásához. Ha így sem tudják megválasztani, akkor az utolsó fordulóban a két legtöbb szavazatot elért jelölt közül a többséget szerző szenátor választható meg. Döntetlen esetén az idősebb szenátort választják meg.

## Fordítás
- Ez a szócikk részben vagy egészben  a   Senato della Repubblica című olasz Wikipédia-szócikk ezen változatának fordításán alapul.  Az eredeti cikk szerkesztőit annak laptörténete sorolja fel. Ez a jelzés csupán a megfogalmazás eredetét és a szerzői jogokat jelzi, nem szolgál a cikkben szereplő információk forrásmegjelöléseként.